# Amomum pauciflorum
Amomum pauciflorum là một loài thực vật có hoa trong họ Gừng. Loài này được John Gilbert Baker mô tả khoa học đầu tiên năm 1892.

## Phân bố
Loài này có tại Ấn Độ (Khasi Hills, Meghalaya, Assam) và miền bắc Myanmar.